# Salvatiella polynesica
Salvatiella polynesica is een pissebed uit de familie Munnidae. De wetenschappelijke naam van de soort is voor het eerst geldig gepubliceerd in 1990 door Mueller.